# Johan Carl Thom
Johan Carl Thom (* 1. August 1954) ist ein südafrikanischer Klassischer Philologe (Gräzist) und Philosophiehistoriker auf dem Gebiet der antiken Philosophie.

## Leben
Nach einem B.A. an der Universität Stellenbosch (1974), einem zweiten B.A. in Gräzistik an der Universität Pretoria (1977) und einem M.A. ebendort mit einer auf Afrikaans abgefassten Dissertation zu Pindars Siebter Nemeischer Ode bei J. H. Barkhuizen (1980) wurde er 1990 an der Universität Chicago mit einer Dissertation über The Golden Verses of Pythagoras: Its Literary Composition and Religio-Historical Significance bei dem evangelischen Theologen Hans Dieter Betz zum Ph.D. promoviert. Seine akademische Laufbahn verbrachte er zur Gänze an der Universität Stellenbosch, an der er 2019 emeritiert wurde (Junior Lecturer 1977–1980, Lecturer 1980–1990, Senior Lecturer 1991–1996, Professor of Classics 1997–2015, distinguished Professor of Classics 2016–2019).
Thom arbeitet vor allem zum Pythagoreismus (besonders zu den Goldenen Versen), zu dem epikureischen Philosophen Philodemos von Gadara, zur Stoa (besonders zu Kleanthes’ Zeushymnus) und zur pseudo-aristotelischen Schrift Über die Welt.

## Schriften (Auswahl)
- Cosmic Order and Divine Power. Pseudo-Aristotle: On the Cosmos. Introduction, Text, Translation and Interpretative Essays by Johan C. Thom, Renate Burri, Clive Chandler, Hans Daiber, Jill Kraye, Andrew Smith, Hidemi Takahashi, and Anna Tzvetkova-Glaser. (= SAPERE, 23). Tübingen 2014, ISBN 978-3-16-152809-5.
- Cleanthes’ Hymn to Zeus: Text, Translation, and Commentary. (= Studien und Texte zu Antike und Christentum, 33). Tübingen: Mohr Siebeck, 2005.
- Philodemus: On Frank Criticism. (Co-editor and translator with David Konstan, Diskin Clay, Clarence E. Glad & James Ware.) (= SBL Texts and Translations 43; Graeco-Roman Series 13). Atlanta: Scholars Press, 1998.
- The Pythagorean Golden Verses: With Introduction and Commentary. (= Religions in the Graeco-Roman World, 123). Leiden: Brill, 1995.